# Difficile lectu
Difficile lectu (K 559) è un canone umoristico di gusto burlesco composto da Wolfgang Amadeus Mozart. Il brano, in fa maggiore, è scritto per tre voci. Il testo è probabilmente dello stesso Mozart e la composizione venne inserita dall'autore nel suo catalogo personale il 2 settembre 1788 come parte di una raccolta di dieci canoni, ma è probabile che sia stato composto negli anni 1786-1787.

## Struttura
Benché alcuni dei canoni del 1788 fossero di argomento serio, il Difficile lectu ha un intento chiaramente satirico basato su due giochi di parole. Il testo è in latino, anche se non ha alcun senso compiuto:
Difficile lectu mihi mars et jonicu difficile.
Il primo gioco di parole nacque per prendere in giro il forte accento bavarese del baritono Johann Nepomuk Peyerl (1761-1800), che si presume sia stato uno dei tre cantanti della prima esecuzione. Il testo in pseudo-latino lectu mihi mars, che Peyerl avrebbe cantato, infatti, con il suo accento bavarese sarebbe sembrato leck du mich im Arsch, ossia leccami il culo. Il secondo gioco di parole è basato sulla parola jonicu. Ripetuta velocemente durante il canone, dà all'ascoltatore la sensazione che, in realtà, sia pronunciata la parola cujoni.
Michael Quinn ha scritto in merito che "Mozart chiaramente si divertiva dell'incongruenza risultante dai versi scurrili inquadrati nel canone, tradizionalmente considerata la più erudita delle tecniche compositive".

## Prima esecuzione
Il musicologo Gottfried Weber, in un articolo della sua rivista Caecilia del 1824 che includeva una copia del canone di Mozart, spiegò che:
Secondo la versione accreditata da Weber lo scherzo riuscì: durante una serata allegra, dopo che Peyerl ebbe cantato lectu mihi mars con la sua pronuncia, i presenti invece di applaudire intonarono il canone O du eselhafter Peierl, che era riportato sul retro del foglio.

## Manoscritto
Il manoscritto originale riporta sul retro il canone K. 560a. In alcune parti l'inchiostro è sbavato: Weber attribuisce queste macchie a gocce di champagne. Uno studioso del XIX secolo (forse lo stesso Weber) ha riparato il foglio con l'aggiunta di carta per ricostruire il margine destro, scrivendo sulla parte aggiunta Originalhandschrift von Mozart ("manoscritto originale di Mozart"). Il manoscritto è passato attraverso diverse aste in Germania tra la fine del XIX e i primi del XX secolo. Nel 1922 è entrato nella collezione dello scrittore austriaco Stefan Zweig e nel 1986 è stato donato, insieme a tutta la sua collezione, alla British Library, presso la quale è tuttora custodito.
Sopravvive anche una bozza del canone, venduta ad un'asta tenuta da Sotheby's nel 2011 per 361 250 sterline.